# クレセント・ストリート駅 (BMTジャマイカ線)
クレセント・ストリート駅（Crescent Street）はブルックリン区サイプレス・ヒルズ内のフルトン・ストリートとクレセント・ストリートの交差点に位置するニューヨーク市地下鉄BMTジャマイカ線の駅である。J系統が終日停車し、ラッシュ時混雑方向にはZ系統も加わる。

## 駅構造
| P ホーム階 | 南行線                       | ← ブロード・ストリート駅行き（朝ラッシュ：クリーヴランド・ストリート駅、その他時間帯：ノーウッド・アベニュー駅） ← 朝ラッシュ：ブロード・ストリート駅行き（ノーウッド・アベニュー駅） |
| P ホーム階 | 島式ホーム、左側のドアが開く | |
| P ホーム階 | 北行線                       | → ジャマイカ・センター-パーソンズ/アーチャー駅行き（サイプレス・ヒルズ駅）→ 夕ラッシュ：ジャマイカ・センター-パーソンズ/アーチャー駅行き（75丁目-エルダーツ・レーン駅）→              |
| M          | 改札階                       | 改札口、駅員詰所、メトロカード自動券売機 |
| G          | 地上階                       | 出入口 |

島式ホーム1面2線の駅である。1893年5月30日に開業した。ホームの屋根は東半分のみにある。
アートワークはJung Hyang Kimによって描かれたWheel of Bloom – Soak Up the Sunがあり2007年の改装時に設置された。太陽光で照らされた地下鉄の車輪を描き、ホーム駅名標上のステンドグラスで構成されている。
当駅からノーウッド・アベニュー駅までの間に廃止されたロングアイランド鉄道チェスナット・ストリート高架線との接続部分を見ることができる。これはウィリアムズバーグ、ロウアー・マンハッタン及びロッカウェイ方面を結んでいた。また、ジャマイカ方面の運行もされていたが、1917年夏にこの連絡線は使用を停止し、1942年には第二次世界大戦の影響で撤去されている。
駅の東側に急カーブがある。Bディビジョンでは最も急なカーブで、ニューヨーク市地下鉄全体でもシティ・ホール駅に次いで2番目に半径が小さいカーブとなっている。カーブを曲がると引き上げ線があり、保線工事などでの折り返しで使用されることがある。1950年代後半から1960年代にかけて、ニューヨークシティ・トランジット・オーソリティは、当駅から85丁目駅西側の西80丁目までとグラント・ストリート付近の再建を計画していた。これには急行線の敷設も含まれていた。しかし、再建は行われることはなく現在に至っている。

### 出口
ホーム東端に改札があり、回転式改札機および詰所が設置されている。地上へはフルトン・ストリートとクレセント・ストリートの交差点南西および北西に階段が通じている。

## 画像

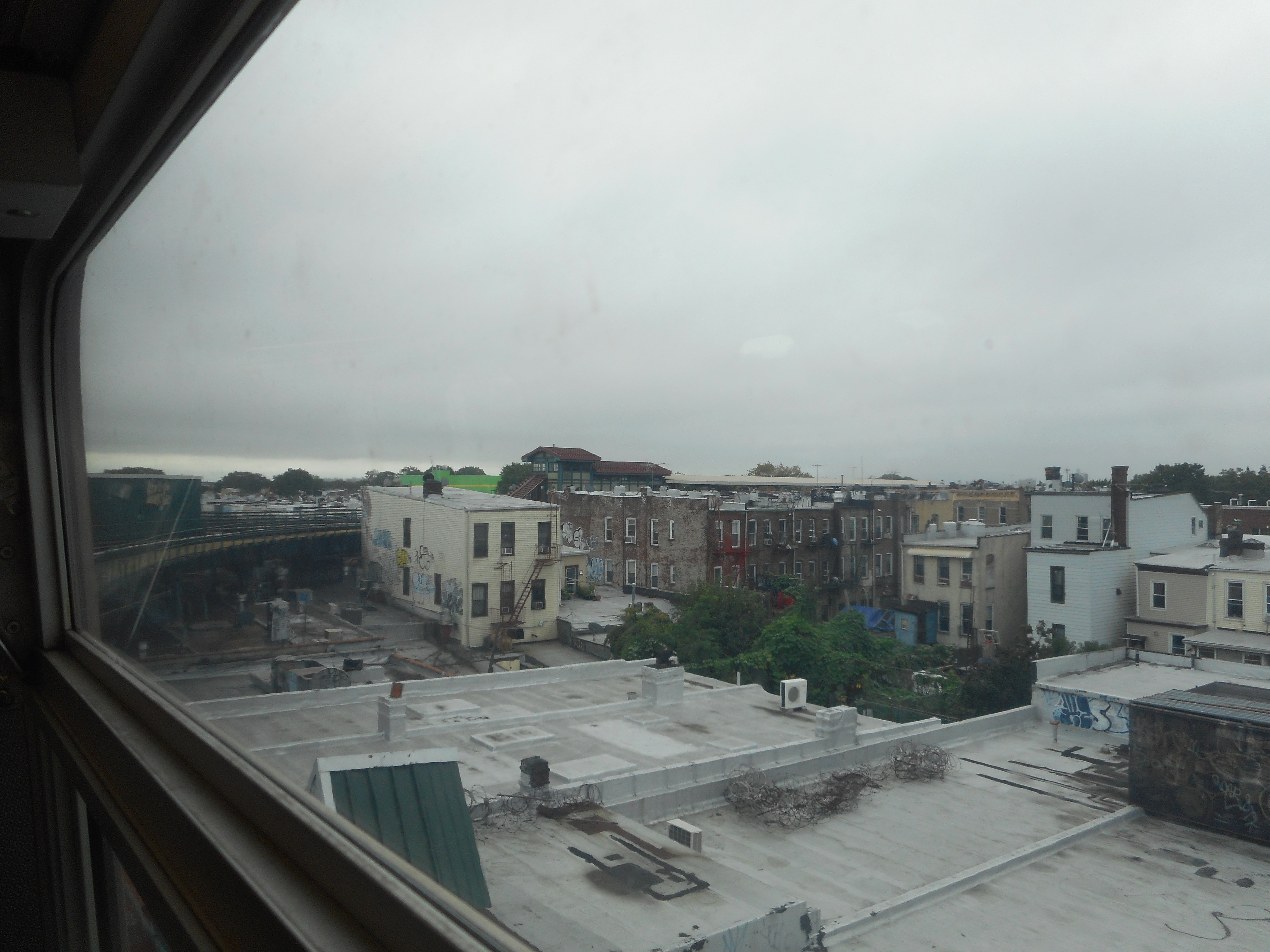
北側から見た駅（列車より撮影）
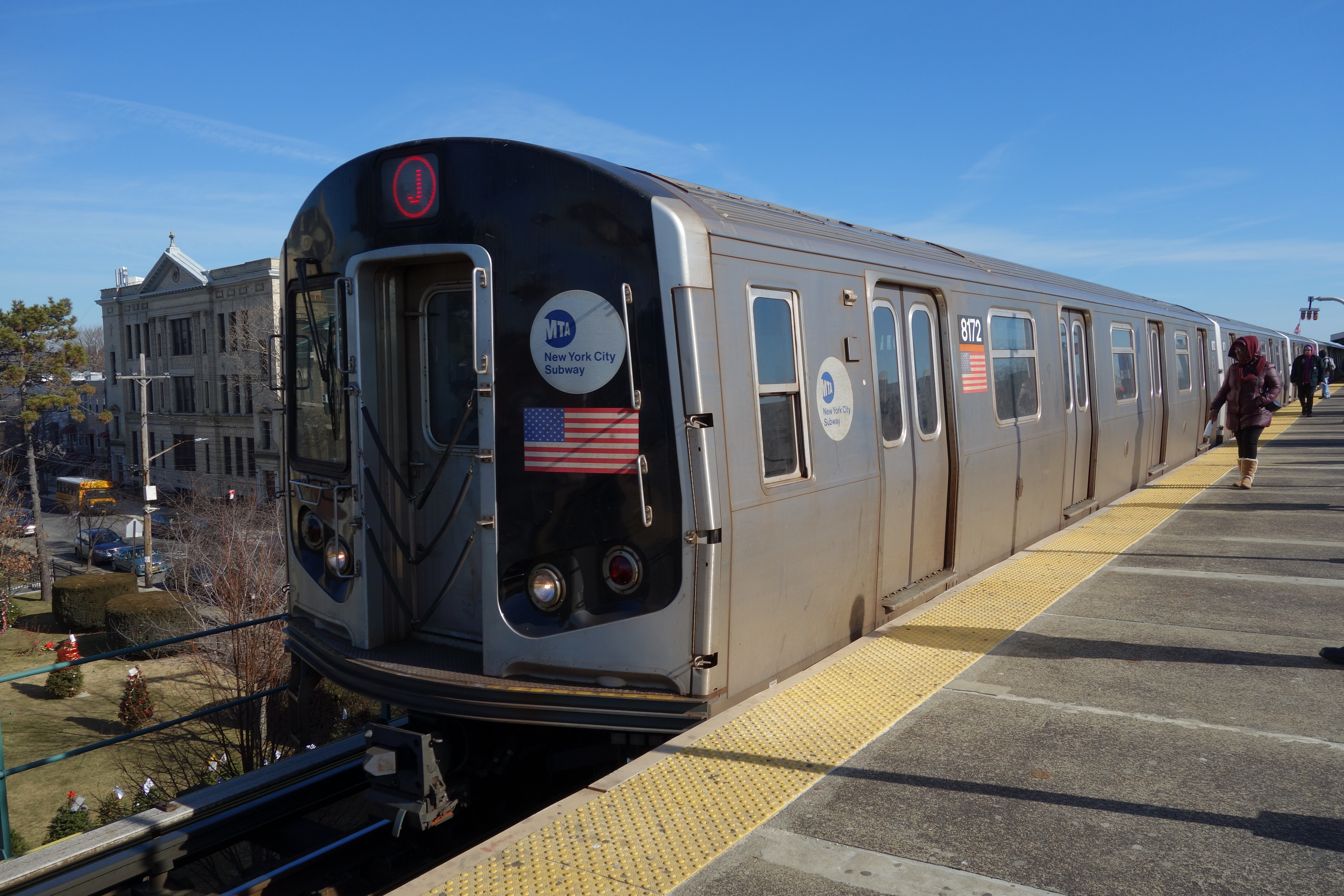
駅に到着する南行J系統（R143）